# Cometa (araldica)
Cometa è un termine utilizzato in araldica per indicare la stella ma codata, o a raggi o ondeggiante. Se ne segna il numero dei raggi e la direzione araldica delle code meno quando è di cinque raggi ed in palo.
La cometa è simbolo di chiarezza di fama, rapida ascesa delle fortune di famiglia, virtù superiore.

Cometa a quattro raggi posta in banda (papa Leone XIII)
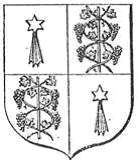
Nel 1° e 4° di rosso, alla cometa di otto raggi d'argento (Jorba, Spagna)
Cometa d'argento (Ripe)
Tre comete (Ponzano di Fermo)
Cometa di otto raggi rovesciata posta in fascia (San Marcello Pistoiese)
Stemma dei Ciambbusca o Ciambrusca
Le comete nello stemma di Žemaitkiemis (Lituania) ricordano il meteorite caduto vicino alla città il 2 febbraio 1933.